# عبقات الانوار
عَبَقاتُ الاَنوار، با نام کامل عَبَقاتُ الاَنوار فی مَناقِبِ الائَمَةِ الاَطهار، مفصل‌ترین کتاب عقیدتی مذهب شیعه در باب امامت، نوشته میر حامدحسین است. معنای نام این کتاب «شکوفه‌های خوشبو» است.

## نویسنده
میر حامد حسین موسوی لکهنوی هندی از دانشمندان قرن ۱۳ و ۱۴ هندوستان نویسنده این کتاب موسوعه حدیثی تاریخی کلامی عقیدتی است.

## علت تألیف
میر حامد حسین این کتاب را در موضوع «مناقب ائمهٔ اطهار علیهم‌السلام» و در اصل رد کتابِ «تحفة اثنا عشریه» (نوشتهٔ عبدالعزیز دهلوی) نوشته‌است. دهلوی فرزند شاه ولی‌الله دهلوی از رهبران دیوندی و فرقه‌های تکفیری اهل سنت است که در کتاب خود با حملات غیر مستند و با لحن توهین‌آمیز، به شیعیان اهانت بسیار روا داشته‌است. صاحب عبقات الانوار دربارهٔ نویسنده تحفةاثنی عشریه می‌نویسد: در این کتاب عقاید و آرای شیعه را به‌طور عموم و فرقه اثناعشریه را به خصوص، در اصول و فروع و اخلاق و آداب و تمامی معتقدات و اعمالشان، به عباراتی خارج از نزاکت و کلماتی بیرون از آداب و سنن مناظره و به شیوه کتب نوآموزان که به خطاب نزدیک تر است تا به برهان مورد حمله و اعتراض قرار داده… کتاب را مملو از افتراآت و تهمت‌های شنیعه ساخته‌است.

## سایر ردیه‌های تحفه اثنی عشریه
بسیاری از جمله میر حامد حسین به جواب اشکالات و اکاذیب وی پرداخته‌اند. همچنین میرزا محمد کامل دهلوی از علمای شیعه در هند و نویسنده کتاب نزهه اثنی عشریه نیز کتاب خود را در رد کتاب تحفه اثنا عشریه شاه عبدالعزیز دهلوی نوشته‌است. وی دوران سلسله Jhajhar دستگیر و در زندان درگذشت. مدفن وی پنجه شریف در کشمیر است. وی در بین شیعیان هند به شهید رابع معروف است. شمار ردیه‌های تحفه بیش از ۲۵ عنوان است که محقق طباطبایی در مقالهٔ «موقف الشیعه من هجمات الخصوم» فهرستی از آن‌ها را برمی‌شمارد.
در میان این کتاب‌ها، چند کتاب از علامه سید محمد قلی کنتوری(۵ ذیقعده ۱۱۸۸–۴ محرم ۱۳۶۰) پدر میر حامد حسین جلب نظر می‌کند.
ـ کتاب «السیف الناصری» در جواب باب اول تحفه اثناعشریه.
ـ کتاب «تقلیب المکائد» در جواب باب دوم تحفه اثناعشریه.
ـ کتاب «برهان السعاده» در جواب باب هفتم تحفه اثناعشریه.
ـ کتاب «تشیید المطاعن» در جواب باب دهم تحفه اثناعشریه.
ـ کتاب «مصارع الافهام» در جواب باب یازدهم تحفه اثناعشریه.
۱. میرزا محمد اخباری نیشابوری ابن عبدالنبی (مقتول ۱۲۳۲ه‍.ق). سیف‌الله المسلول علی مخربی دین الرسول این کتاب در رد بر تمام تحفه اثناعشریه است.
۲. سید دلدار علی بن سید محمد معین نقوی لکهنوی (م ۱۲۳۵ه‍.ق). احیاء السنة وامامة البدعة (فارسی) در رد بر باب هشتم تحفه و حسام الاسلام و سهام الملام (فارسی) در رد باب ششم تحفه و الصوارم الالهیه (فارسی) در رد باب پنجم تحفه و ذوالفقار (فارسی) در رد بر باب دوازدهم تحفه اثناعشریه.
۳. میرزا محمد بن احمد خان طبیب کشمیری دهلوی (م ۱۲۳۵ه‍.ق). النزهة الاثنی عشریه در رد تمام ابواب دوازده‌گانه تحفه اثناعشریه.
۴. سید مفتی محمد قلی موسوی لکهنوی والد ماجد صاحب عبقات، نویسنده برهان السعادات در رد باب هفتم تحفه و سیف ناصری در رد باب اول تحفه و تقلیب المکائد در رد باب دوم تحفه و تشیید المطاعن در رد باب دهم تحفه و مصارع الافهام لقلع الاوهام در رد باب یازدهم تحفه اثناعشریه.
۵. سبحان علی خان هندی (م ۱۲۶۰ه‍.ق). الوجیزة فی الاصول (فارسی). وی در این کتاب مقداری پیرامون علم اصول به بحث پرداخت، آن گاه احادیث دال بر امامت امیرالمؤمنین (ع) را ذکر کرد و سپس متعرض سخنان صاحب تحفه اثناعشریه شد و آن‌ها را رد کرد.
۶. سلطان العلماء سید محمد بن سید دلدار علی (م ۱۲۸۴ه‍.ق). الامامة (عربی) در رد باب هفتم و بوارق موبقه (فارسی) در رد باب هفتم تحفه اثناعشریه.
۷. سید مفتی محمد عباس لکهنوی (م ۱۳۰۶ه‍.ق). جواهر عبقریه در رد تحفه اثناعشریه.
1. خیرالدین محمد اله آبادی. هدیة العزیز (فارسی) در رد باب چهارم تحفه اثناعشریه. وی هم عصر پدر صاحب عبقات بود.
2. علامه سید جعفر معروف به ابوعلی خان موسوی. وی دو کتاب در رد تحفه به رشته تحریر درآورد.

الف) برهان الصادقین رد بر باب هفتم.
ب) تکسیر الضمین (فارسی) رد بر باب دهم.
۱۰. شیخ مهدی بن حسین خالصی کاظمی (م ۱۳۴۳ه‍.ق). کتابی به نام تصحیف المنحة الالهیه، عن النفثة الشیطانیة نوشت.
۱۱. علامه بزرگوار میرزا فتح‌الله معروف به شریعت (شیخ الشریعه) اصفهانی (م ۱۳۳۹ه‍.ق). المنحة الالهیة.
۱۲. علامه محقق سید محمد ابن سید دلدار علی معروف به سلطان العلماء. وی استاد صاحب عبقات الانوار است. کتابی در رد تحفه به نام طعن الرماح نوشته‌است.

## مجلدات کتاب
عبقات الانوار بالغ بر ۲۵ جلد است و ده جلد آن چاپ شده‌است. تکمیل‌کننده کتاب شریف عبقات فرزند فاضل و نابغه زمان شمس العلماء ناصرالملت سید ناصر حسین موسوی بود که از چنان قلمی برخوردار است که گویا پدر و پسر یکی هستند و آن را خود علامه نگاشته. این کتاب دارای دو خلاصه و یک ترجمه می‌باشد. فارسی به قلم شیخ عباس قمی و عربی توسط آیت الله سید علی میلانی که به صورت خلاصه تعریب گردیده شده و ترجمه اردو توسط سید شجاعت حسین رضوی با نام نورالانوار ترجمه عبقات الانوار (حدیث ثقلین) در دوجلد و یک جلد (حدیث نور) ترجمه شده و به چاپ رسیده‌است.

## محتوای کتاب
کتاب به فارسی بوده و دارای دو منهج و هر منهج نیز مشتمل بر مجلّداتی چند است.
منهج اوّل دربارهٔ اثبات دلالت آیاتی چند از قرآن مجید بر امامت است.
منهج دوّم کتاب، دربارهٔ احادیث دوازده‌گانه‌ای است که مولوی عبدالعزیز دهلوی در کتاب تحفة اثنا عشریه، مغرضانه اصل یا تواتر آن‌ها را انکار و اشکالاتی بر این احادیث شیعی وارد کرده بود. این منهج از کتاب شگفت‌آور و عظیم عبقات الانوار، ۳۰ جلد است که حدود دوازده جلد آن در هندوستان و ایران به چاپ رسیده‌است. هر یک از احادیث دوازده‌گانه، خود یک مجلّد و برخی از این مجلّدات هم در چنین جلد به سبک قدیم و سنگی چاپ شده‌است بدین شرح:
- مجلد اوّل از منهج دوّم، در مورد حدیث غدیر.
- مجلد دوّم، در موضوع حدیث منزلت.
- مجلد سوّم، دربارهٔ حدیث ولایت.
- مجلد چهارم، دربارهٔ حدیث طیر.
- مجلد پنجم، به شرح و پیان حدیث «انا مدینه العلم و علیّ بابها…».
- مجلد ششم، دربارهٔ حدیث تشبیه.
- مجلد هفتم، دربارهٔ حدیث «من ناصب علیاً لخلافه فهو کافر».
- مجلد هشتم، در بیان حدیث نور «کنت انا و علی نوراً…»
- مجلد نهم، دربارهٔ حدیث رایت.
- مجلد دهم، در موضوع حدیث «انّک تقاتل علی تأویل القرآن…».
- مجلد یازدهم، در مورد حدیث «الحقّ مع علیّ…».
- مجلد دوازدهم، دربارهٔ حدیث ثقلین.

## عبقات الانوار از نگاه بزرگان
بزرگان علم و تحقیق، بر عظمت کتاب عبقات الانوار اقرار کرده‌اند و آن را به دیگران نیز شناسانده‌اند:
- علامه امینی

شیخ عبدالحسین امینی صاحب الغدیر، دربارهٔ عبقات می‌گوید:
بوی دلپذیرش در تمامی جهان پیچیده و آوازه‌اش از خاور تا باختر را فرا گرفته‌است، هر کس آن را دیده، دانسته که کتاب اعجازآمیز روشنگری است که هیچ باطلی در آن راه ندارد، و من در نوشتن الغدیر از دانشهای با ارزش نهفته در آن بهره فراوان بردم.
- آقابزرگ تهرانی

علامه شیخ آقا بزرگ تهرانی دربارهٔ آثار میرحامد حسین به ویژه عبقات می‌نویسد:
کتابهای با عظمت و مفید میرحامد حسین، دریای ژرف نگری و باریک بینی را پر موج گردانده‌است… مهمترین و پرآوازه‌ترین اثر او «عبقات الانوار» در مناقب ائمّه اطهار ـ علیهم السّلام ـ است…
و میرحامد حسین تمام حقایقی را که «دهلوی» در باب امامت منکر شده با بهره‌گیری از احادیث و اخباری که از طریق اهل سنت نقل شده، ثابت کرده‌است. [۶]
- روح‌الله خمینی

آیت الله خمینی در سال ۱۳۲۰ شمسی/۱۳۶۳ قمری که هنوز تمام مجلّدات عبقات چاپ نشده بود، پس از بحث در موضوع حدیث غدیر، می‌نویسد:
«... هر کس بخواهد اطلاع از چگونگی حدیث غدیر پیدا کند، باید رجوع کند به کتاب عبقات الانور سید بزرگوار میر حامد حسین هندی، که چهار جلد بزرگ در حدیث غدیر تصنیف کرده و چنین کتابی تاکنون نوشته نشده و عبقات الانوار در امامت از قراری که شنیده شده، سی جلد است و آنچه که ما دیدیم، هفت ـ هشت جلد است و در ایران شاید تا پانزده جلد از آن پیدا شود و اهلِ سنت درصدد جمع این کتاب و تضییع آن هستند و ما ملّت شیعه در خواب هستیم تا آن وقت که یک چنین گنج پرقیمت و گوهر گرانبهائی از دست برود! اکنون قریب دو سال است (دو سال قبل از ۱۳۶۳ ق) که به ملت شیعه به تجدید طبع این کتاب پیشنهاد شده و به خونسردی تلقی شده‌است. با این وصف با خواست خدا جلد غدیر در تحت طبع است. [۷] لکن بر علماء شیعه بالخصوص و دیگر طبقات لازم است که این کتاب بزرگ را که بزرگترین حجّت مذهب است نگذارند از بین برود و به طبع آن اقدام کنند.»
- محمد رضا حکیمی

ایشان دربارهٔ عبقات الانوار می‌نویسد:
«و به راستی کتاب عبقات، عظیم است. آن اقیانوس بی‌کران و آن دریای ژرف، این کتاب است. این چنین کتابی در دیگر آفاق بشری و فرهنگ ملتها نیز همانند ندارد… کتاب «عبقات» با مجلدات بسیارش، یکی از والاترین نمونه‌های کار خود انسانی و پشتکار و مسئوولیت بشری است، و یکی از ارجمندترین سندهای…» [۹]